# 地方公共団体
地方公共団体（ちほうこうきょうだんたい、英語: local public entity）は、日本において、行政区画内を施政・統治する地方政府のこと。地方自治体（）とも言う。

## 概説
地方公共団体は、国の領土・人などの、全部ではなく一部（行政区画）を支配・統治する日本の行政機関（あるいは行政機関の集まり）である。
国と同様に地方公共団体も、人的要素である住民、空間的要素である領域、支配権（地方統治権またはそれを担う地方政府）の3つの要素から構成されると考えられているが、一定の領域を支配する地方政府（地方統治権を行使し支配する側）を指す場合もあれば、そこに住む住民（被治者）も含める場合もある。
地方自治法上の地方公共団体は、普通地方公共団体および特別地方公共団体からなり（地方自治法1条の3第1項）、普通地方公共団体には都道府県および市町村（地方自治法1条の3第2項）、特別地方公共団体には特別区、地方公共団体の組合、財産区がある（地方自治法1条の3第3項）。なお、憲法上の「地方公共団体」は法律上の「地方公共団体」とは範囲が異なる（昭和38年3月27日最高裁大法廷判決刑集17巻2号121頁参照）。
なお地方自治体、自治体と呼ばれる場合もあるが、法令上は「自治体」と言う文言は使用せず、地方公共団体で統一されている（ただし、かつては自治体警察の制度があり、また一部特殊財団法人に「自治体」を冠するものもあった）。これはあくまでも法令（告示、通達まで）であり、公的機関の他の文書上では通常の使用がされる。

## 憲法上の地方公共団体

### 地方公共団体の意義
日本国憲法は4か条からなる「地方自治」というタイトルの独立した章を置き、第92条から第95条の全ての条文に「地方公共団体」という語が使われている。
1963年（昭和38年）の最高裁判所判決によれば「憲法が特に一章を設けて地方自治を保障するにいたつた所以のものは、新憲法の基調とする政治民主化の一環として、住民の日常生活に密接な関連をもつ公共的事務は、その地方の住民の手でその住民の団体が主体となつて処理する政治形態を保障せんとする趣旨」であるとし、この趣旨から憲法上の地方公共団体とは「単に法律で地方公共団体として取り扱われているということだけでは足らず、事実上住民が経済的文化的に密接な共同生活を営み、共同体意識をもつているという社会的基盤が存在し、沿革的にみても、また現実の行政の上においても、相当程度の自主立法権、自主行政権、自主財政権等地方自治の基本的権能を附与された地域団体であることを必要とするものというべきである」としている（最大判昭和38・3・27刑集17巻2号121頁）。
憲法上の地方公共団体の範囲について学説は分かれているが、通説は憲法上の地方公共団体は地方自治法上の地方公共団体のうち都道府県と市町村（普通地方公共団体）を指しているものと解している。

### 地方公共団体の組織および運営
日本国憲法第92条は「地方公共団体の組織及び運営に関する事項は、地方自治の本旨に基いて、法律でこれを定める。」としている。普通地方公共団体の組織や運営に関する事項は地方自治法を中心とする法令によって定められている。
ここにいう「地方自治の本旨」というのは、一般に「住民自治」と「団体自治」の2つを指すとされている。
この規定の「地方公共団体」は一般的に想定される地方政府を指すとも解されるが、「運営」にはそれに参加する住民も含まれることから住民を含む意味で用いられているとも解される。
本条により「組織及び運営に関する事項」は法律事項とされている。明治憲法では地方自治には憲法上の保障はなかったが自主組織編成権が固有事務とされていた。日本国憲法では組織および運営に関する事項は法律事項となったが、地方公共団体の自主性から「地方自治の本旨に基いて」という法律に対する条件を付している。

### 地方公共団体の機関
日本国憲法第93条第1項は「地方公共団体には、法律の定めるところにより、その議事機関として議会を設置する。」としている。憲法93条は単に「議事機関として議会を設置」と規定しているだけで権限などは憲法上明確でないという指摘がある。
また、日本国憲法第93条第2項は「地方公共団体の長、その議会の議員及び法律の定めるその他の吏員は、その地方公共団体の住民が、直接これを選挙する。」としている。
憲法93条は地方政府のあり方を定めたものとも解されるが、2項には「住民」が登場することから住民を含む意味で用いられているとも解される。
なお、地方自治法では、町村では条例で議会を設置せずに選挙権を有する者全員による町村総会をもって議会に代えることができるとしている（地方自治法94条）。

### 地方公共団体の権能
日本国憲法第94条は「地方公共団体は、その財産を管理し、事務を処理し、及び行政を執行する権能を有し、法律の範囲内で条例を制定することができる。」としている。
憲法94条の規定にいう「条例」には議会が定めるもののほか首長や委員会等が定める規則まで広く含む。憲法94条は地方政府の権限を定めたものとも解されるが、条例は住民によって構成される町村総会（地方自治法94条・95条）でも定めることができるので住民を含む意味で用いられているとも解される。

### 地方特別法
日本国憲法第95条は「一の地方公共団体のみに適用される特別法は、法律の定めるところにより、その地方公共団体の住民の投票においてその過半数の同意を得なければ、国会は、これを制定することができない。」としている。
憲法95条は特定の地方政府の権限について異なる扱いをすることを想定したものとされ、内閣法制局の見解でも「一の地方公共団体のみに適用される特別法」は「特定の地方公共団体の組織、運営、権能、権利、義務についての特例を定める法律」を意味していると解しているが、英米法の個別的地域法（private local act）をモデルにしたものと理解すれば当該住民についての異なる扱いについても適用が想定されているのではないかとする指摘がある。

## 地方自治法上の地方公共団体

### 地方公共団体の種類
地方自治法上の「地方公共団体」には以下のような種類がある（地方自治法1条の3）。
- 普通地方公共団体
  - 都道府県（47）
1都（東京都）、1道（北海道）、2府（大阪府、京都府）、43県（青森県、岩手県、宮城県、秋田県、山形県、福島県、茨城県、栃木県、群馬県、埼玉県、千葉県、神奈川県、新潟県、富山県、石川県、福井県、山梨県、長野県、岐阜県、静岡県、愛知県、三重県、滋賀県、兵庫県、奈良県、和歌山県、鳥取県、島根県、岡山県、広島県、山口県、徳島県、香川県、愛媛県、高知県、福岡県、佐賀県、長崎県、熊本県、大分県、宮崎県、鹿児島県、沖縄県）
  - 市町村（1,718）
市（792） - 町（743） - 村（183）
- 特別地方公共団体
  - 特別区（23：東京都区部）
特別区は、都のみに置かれる特別地方公共団体であるが、都が処理する業務以外の部分では市に準じる。
  - 地方公共団体の組合（一部事務組合および広域連合）
  - 財産区

このほか「市町村の合併の特例に関する法律」に規定する特別地方公共団体として合併特例区がある。なお、指定都市の区または総合区は指定都市の下位にあるが独立した地方公共団体ではない。
地方自治法上の位置づけにより「地方公共団体」は以下のようにも区分される。
基礎的な地方公共団体
市町村および特別区がこれにあたる。
市町村を包括する広域の地方公共団体
都道府県がこれにあたる。
地方公共団体は法人格を有する（地方自治法第2条第1項）。
なお、以下の地方公共団体は廃止されている。
- 特別市（特別地方公共団体の一種）
- 全部事務組合（地方公共団体の組合の一種）
- 役場事務組合（地方公共団体の組合の一種）
- 地方開発事業団
かつての特別地方公共団体の一種。2011年（平成23年）8月1日、地方自治法の一部を改正する法律（平成23年5月2日法律第35号）により廃止。既存の事業団は特例措置により存続する（同法律附則第3条）。

### 地方公共団体の住民
市町村の区域内に住所を有する者は、当該市町村およびこれを包括する都道府県の住民となる（地方自治法第10条1項）。
地方公共団体は住民の福祉の増進を図ることを基本として、地域における行政を自主的かつ総合的に実施する役割を広く担うこととされている（地方自治法第1条の2）。
住民は、法律の定めるところにより、その属する普通地方公共団体の役務の提供をひとしく受ける権利を有し、その負担を分任する義務を負う。（地方自治法第10条2項）。
住民の権利には次のようなものがある。
- 選挙に参与する権利（地方自治法第11条）
地方公共団体の長、その議会の議員および法律の定めるその他の吏員は、その地方公共団体の住民が、直接これを選挙する（日本国憲法第93条2項）。
- 条例の制定・改廃を請求する権利（地方自治法第12条1項）
- 事務監査を請求する権利（地方自治法第12条2項）
- 議会の解散、議員・長等の解職を請求する権利（地方自治法第13条）

### 地方公共団体の組織
地方公共団体には議事機関として議会、執行機関として地方公共団体の長、委員会および委員が置かれる（地方自治法上の執行機関）。
地方公共団体の組織は議会を構成する議員と地方公共団体を代表する長をともに住民が直接選挙する二元的代表制をとり首長制あるいは大統領制と呼ばれる。ただし、日本の地方公共団体の組織には議院内閣制的要素も多く取り入れられており、議案提出権や予算提出権、議会解散権が認められていないアメリカの大統領制とは異なるものとなっている。

#### 議事機関
地方公共団体には議事機関として議会が設置される（日本国憲法第93条1項、地方自治法第98条）。任期は4年である（地方自治法第93条1項）。なお、町村の場合、条例で議会を置かずに選挙権を有する者の総会（町村総会）を設けることができる（地方自治法94条）。
議会は次のような権限を有する。
- 条例、予算、決算等の議決権（地方自治法96条）
- 選挙の実施（地方自治法97条）
- 事務に関する書類および計算書の検閲権、事務の管理・議決の執行・出納の検査権、事務に関する監査請求権（地方自治法98条）
- 普通地方公共団体の公益に関する事件についての意見書提出権（地方自治法99条）
- 百条調査権（地方自治法100条）
- 長の不信任決議権（地方自治法178条）

#### 執行機関

##### 普通地方公共団体の長
普通地方公共団体の長として、都道府県に知事、市町村に市町村長を置く（地方自治法139条）。任期は4年である（地方自治法第140条1項）。
普通地方公共団体の長は次のような権限を有する。
- 統轄代表権（地方自治法147条）
- 事務管理執行権（地方自治法148条）
- 議会招集権（地方自治法101条）
- 議案提出権（地方自治法149条）
- 予算案提出権（地方自治法211条）
- 長の議場出席（地方自治法121条）
地方自治法では議長から出席を求められたときに限られている。
- 再議権（地方自治法176・177条）-　いわゆる「拒否権」
- 議会の解散権（地方自治法178条）
地方自治法では不信任決議がなされた場合に限られている。
- 専決処分（地方自治法179条）
地方自治法では議会が成立しないとき、議会が議決しないときなどは議決すべき事件を長のみで処分することができるとする。

##### 委員会および委員
委員会は規則その他の規定を定めることが出来る（第138条の3）。
設置しなければならない委員会および委員（第180条の5）
- 普通地方公共団体
  - 教育委員会
  - 選挙管理委員会
  - 人事委員会または人事委員会を置かない普通地方公共団体にあつては公平委員会
  - 監査委員
- 都道府県
  - 公安委員会
  - 労働委員会
  - 収用委員会
  - 海区漁業調整委員会
  - 内水面漁場管理委員会
- 市町村
  - 農業委員会
  - 固定資産評価審査委員会（特別区の存する区域においては、都に置く。）

委員会の委員長または委員は非常勤である（第180条の5第5項）。ただし教育委員会の委員長は教育長がなり、常勤である。

##### 補助機関
副知事または副市町村長、会計管理者、職員などが置かれる。

### 地方公共団体の権能
地方公共団体は財産を管理し、事務を処理し、および行政を執行する権能を有し、法律の範囲内で条例を制定することができる（日本国憲法第94条）。

#### 事務の処理と行政の執行
地方公共団体は、その事務を処理するにあたっては、住民の福祉の増進に努めるとともに、最少の経費で最大の効果を挙げるようにしなければならないとされている（地方自治法第2条第14項）。
- 自治事務（地方自治法2条第8項）
  - 地方公共団体が処理する事務のうち、法定受託事務以外のもの

住民基本台帳の整備（地方自治法13条の2）
公園、病院の設置
都市計画の決定
飲食店営業許可
- 法定受託事務（地方自治法2条第9項）
  - 第1号法定受託事務：国が本来果たすべき役割に係るもの

戸籍に関する事務
旅券の発行
国道の管理（直轄国道を除く）
  - 第2号法定受託事務：都道府県が本来果たすべき役割に係るもの

#### 条例の制定
日本国憲法第94条では、地方公共団体に条例・規則の制定権（自治立法権）を保障している。憲法にいう条例には地方自治法に規定される条例、地方公共団体の長が定める規則および地方公共団体内の委員会が定める規則その他の規程が含まれている。
条例は、法令に違反しない限りにおいて定めることができ（地方自治法第14条第2項）、また自治事務のすべてについて定めることができる。
条例では、2年以下の懲役・禁錮、100万円以下の罰金、科料、拘留、5万円以下の過料などを科することができる（地方自治法第14条第2項）。規則では、過料を科すことができる（罰金などの刑罰を科すことはできない）。
条例については、住民による制定改廃請求が認められ、また、地方公共団体の長が再議に付することができるなど（地方自治法第12条、第74条、第176条）、国の法律にはない制度がある。
委任条例
法令の授権に基づいて制定する。

#### 財産の管理
- 会計年度（地方自治法第208条）
- 予算
  - 予備費（地方自治法第217条）
- 収入
  - 地方税（地方自治法第223条）
  - 分担金（地方自治法第224条）
  - 使用料（地方自治法第225条）
  - 加入金（地方自治法第226条）
  - 手数料（地方自治法第227条）

分担金、使用料、加入金、手数料に関する事項は、条例で定める（地方自治法第228条1項）
- 決算（地方自治法第233条）
- 契約
  - 一般競争入札：不特定多数のものが参加する入札である。
  - 指名競争入札：特定の複数のものが参加する入札である。
  - 随意契約：特定のものを選んでする契約である。
  - せり売り：不特定多数のものが参加し、口頭か挙手で価格を決める契約である。
- 指定金融機関（地方自治法第235条）
- 現金および有価証券の保管（地方自治法第235条の4）
- 出納閉鎖（第235条の5）
翌年度の5月31日をもって閉鎖する。
- 財産
公有財産、物品および債権並びに基金をいう。（地方自治法第237条）
- 住民監査請求（地方自治法第242条）および住民訴訟（地方自治法第242条の2）

### 公の施設
公の施設とは、普通地方公共団体が、住民の福祉を増進する目的をもつてその利用に供するために設ける施設をいう（地方自治法第244条第1項）。

### 国との関係、地方公共団体相互間の関係

#### 国または都道府県との関係
- 関与
  - 関与の意義（地方自治法245条）
    1. 普通地方公共団体に対する次に掲げる行為
      1. 助言又は勧告
      2. 資料の提出の要求
      3. 是正の要求
      4. 同意
      5. 許可、認可又は承認
      6. 指示
      7. 代執行

    2. 普通地方公共団体との協議
    3. 普通地方公共団体に対して具体的かつ個別的に関わる行為

  - 関与の法定主義（地方自治法245条の2）
  - 関与の基本原則（地方自治法245条の3）
国は、普通地方公共団体が関与を受ける場合には、必要な最小限度とし自主性および自立性に配慮しなければならない。
  - 是正の要求（地方自治法245条の5）
各大臣は、その担任する事務に関し、都道府県の自治事務の処理が法令の規定に違反していると認めるとき、又は著しく適正を欠き、かつ、明らかに公益を害していると認めるときは、当該都道府県に対し、当該自治事務の処理について違反の是正又は改善のため必要な措置を講ずべきことを求めることができる。
  - 是正の勧告（地方自治法245条の6）
  - 是正の指示（地方自治法245条の7）
  - 代執行（地方自治法245条の8）
  - 法定受託事務の処理基準（地方自治法245条の9）

所轄大臣は、都道府県の法定受託事務について基準を定めることが出来る（同条1項）。
都道府県は、市町村の法定受託事務について基準を定めることが出来る（同条2項）。
- 関与の手続
  - 是正の要求等の方式（地方自治法249条）
当該是正の要求等の内容および理由を記載した書面を交付しなければならない。
  - 協議の方式（地方自治法250条）
  - 許認可等の標準処理期間（地方自治法250条の3）
  - 許認可等の取消し等の方式（地方自治法250条の4）
  - 届出（地方自治法250条の5）
- 紛争処理
  - 国地方係争処理委員会 （合議制機関）
総務省に設置され、国の関与に関する審査の申し出につき処理をする（地方自治法250条の7）
- 国の関与に関する訴えの提起（地方自治法251条の5）

#### 地方公共団体相互間の関係
- 紛争処理
  - 自治紛争処理委員（独任制機関）
事件ごとに設置され、普通地方公共団体の間の紛争の調停、都道府県の関与に関する審査を処理する（地方自治法251条1項、2項）
委員は、総務大臣または都道府県知事が、任命する。
- 都道府県の関与に関する訴えの提起（地方自治法252条）
- 普通地方公共団体相互間の協力
- 条例による事務処理の特例
都道府県は、条例により知事の事務を、市町村に処理することとすることが出来る（地方自治法252条の17の2）。